# Mareham le Fen
Mareham le Fen är en ort och civil parish i Storbritannien.   Den ligger i grevskapet Lincolnshire och riksdelen England, i den sydöstra delen av landet, 180 km norr om huvudstaden London. Mareham le Fen ligger 11 meter över havet och antalet invånare är 875.
Terrängen runt Mareham le Fen är platt. Runt Mareham le Fen är det ganska tätbefolkat, med 75 invånare per kvadratkilometer. Närmaste större samhälle är Boston, 17,8 km söder om Mareham le Fen. Trakten runt Mareham le Fen består till största delen av jordbruksmark.